# Uma paraphygas
Uma paraphygas là một loài thằn lằn trong họ Phrynosomatidae. Loài này được Williams, Chrapliwy & Smith mô tả khoa học đầu tiên năm 1959.